# María Barranco
Dulcenombre de María Magdalena de los Remedios Barranco García, nota semplicemente come María Barranco (Malaga, 11 giugno 1961), è un'attrice spagnola, vincitrice del Premio Goya per la migliore attrice non protagonista nel 1989 e nel 1991.

## Biografia
Nata a Malaga, abbandonò gli studi in medicina per iscriversi alla scuola di recitazione. Si trasferì poi a Madrid dove intraprese una carriera nel teatro.
Il debutto al cinema avvenne nel 1985, ma la fama arrivò nel 1988, quando fu scelta da Pedro Almodóvar per interpretare il ruolo di Candela in Donne sull'orlo di una crisi di nervi. Il film si rivelò un successo nazionale ed internazionale e lanciò la carriera dell'attrice, che per questo lavoro vinse il Premio Goya per la migliore attrice non protagonista e il Premio Sant Jordi per la migliore attrice spagnola.
Tornò a collaborare con Almodóvar in Légami!, per poi lavorare con registi del calibro di Enrique Urbizu e Ventura Pons. Per la sua interpretazione di una prostituta transessuale nel film Le età di Lulù di Bigas Luna, l'attrice ottenne il secondo Goya alla migliore attrice non protagonista, ad appena due anni di distanza dal primo.
Lavorò anche per svariate produzioni televisive, tra cui la telenovela Per sempre.

## Vita privata
Dal 1982 al 2004 fu sposata con il regista Imanol Uribe, per il quale recitò in tre pellicole. La coppia ebbe una figlia di nome Andrea. Dopo il divorzio, l'attrice raccontò di aver trascorso un lungo periodo di ristrettezze economiche e di essere stata aiutata dalla politica Cristina Almeida.

## Filmografia

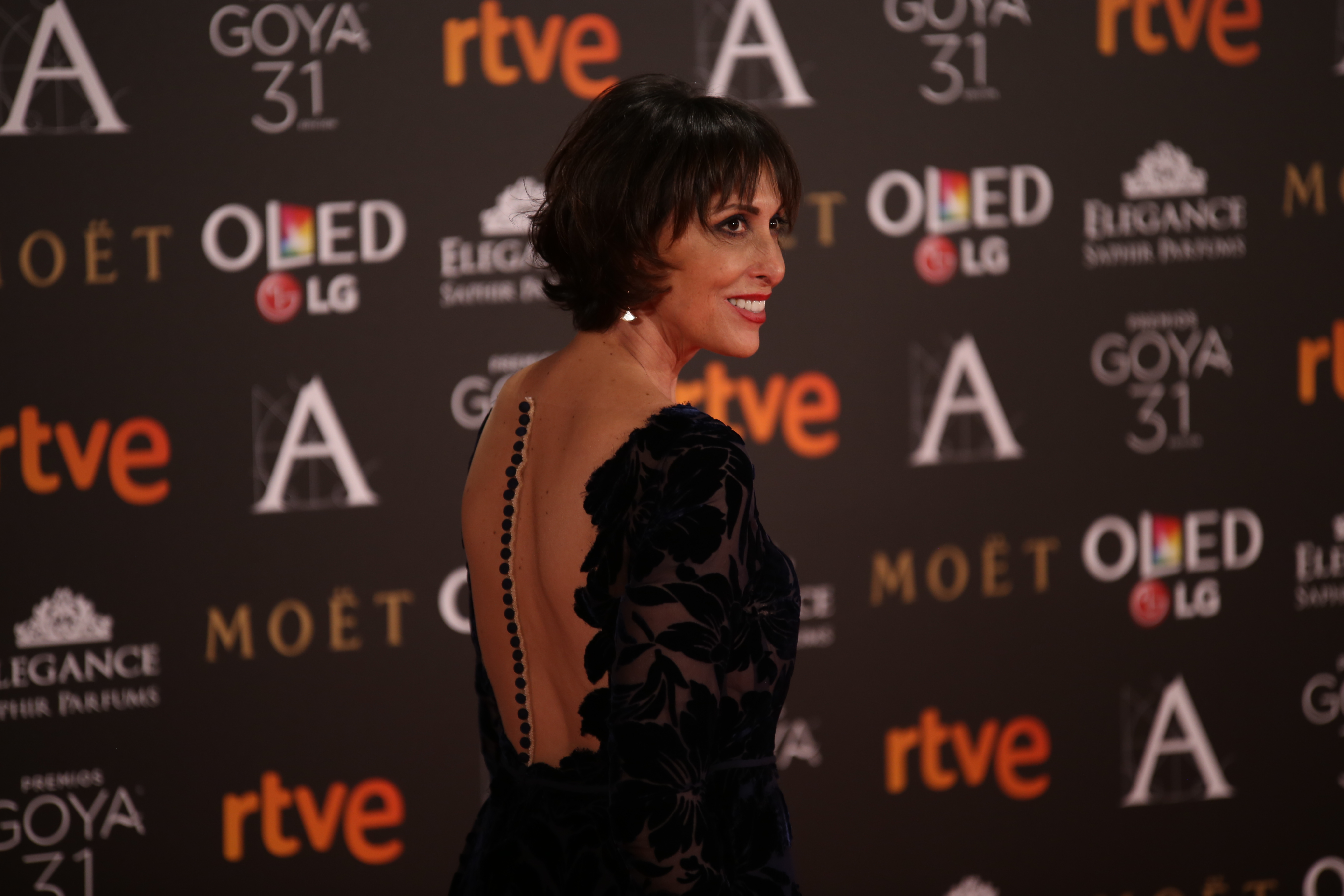
María Barranco ai Premi Goya 2017

### Cinema
- L'eletto (El elegido), regia di Fernando Huertas (1985)
- Tu novia está loca, regia di Enrique Urbizu (1988)
- Donne sull'orlo di una crisi di nervi (Mujeres al borde de un ataque de nervios), regia di Pedro Almodóvar (1988)
- Le cose dell'amore (Las cosas del querer), regia di Jaime Chávarri (1989)
- Légami! (¡Átame!), regia di Pedro Almodóvar (1989)
- El baile del pato, regia di Manuel Iborra (1989)
- Una ombra en el jardí, regia di Antonio Chavarrías (1989)
- Le età di Lulù (Las edades de Lulú), regia di Bigas Luna (1990)
- Don Juan, mi querido fantasma, regia di Antonio Mercero (1990)
- Il re stupito (El rey pasmado), regia di Imanol Uribe (1991)
- Tutto per la pasta (Todo por la pasta), regia di Enrique Urbizu (1991)
- Aquí, el que no corre... vuela, regia di Ramón Fernández (1992)
- La ardilla roja, regia di Julio Médem (1992)
- Rosa rosae, regia di Fernando Colomo (1993)
- Todos los hombres sois iguales, regia di Manuel Gómez Pereira (1994)
- Uma vida normal, regia di Joaquim Leitão (1994)
- Sálvate si puedes, regia di Joaquín Trincado (1994)
- Siete mil días juntos, regia di Fernando Fernán Gómez (1995)
- El seductor, regia di José Luis García Sánchez (1995)
- Cuernos de mujer, regia di Enrique Urbizu (1995)
- Morirás en Chafarinas, regia di Pedro Olea (1995)
- El efecto mariposa, regia di Fernando Colomo (1995)
- El palomo cojo, regia di Jaime de Armiñán (1995)
- Boca a boca, regia di Manuel Gómez Pereira (1995)
- Bwana, regia di Imanol Uribe (1996)
- 99.9,  regia di Agustí Villaronga (1997)
- La niña dei tuoi sogni (La niña de tus ojos), regia di Fernando Trueba (1998)
- Novios, regia di Joaquín Oristrell (1999)
- Anita no pierde el tren, regia di Ventura Pons (2001)
- Manolito Gafotas en ¡Mola ser jefe!, regia di Juan Potau (2001)
- Frankie e Ben - Una coppia a sorpresa (Gaudi Afternoon), regia di Susan Seidelman (2001)
- Il viaggio di Carol (El viaje de Carol), regia di Imanol Uribe (2002)
- Tiempo de tormenta, regia di Pedro Olea (2003)
- El oro de Moscú, regia di Jesús Bonilla (2003)
- Atún y chocolate, regia di Pablo Carbonell (2003)
- Franky Banderas, regia di José Luis García Sánchez (2004)
- Lifting de corazón, regia di Eliseo Subiela (2005)
- El carnaval de Sodoma, regia di Arturo Ripstein (2006)
- América, una historia muy portuguesa, regia di João Nuno Pinto (2010)
- Don Mendo Rock ¿La venganza?, regia di José Luis García Sánchez (2010)
- La vida empieza hoy, regia di Laura Mañá (2010)
- La daga de Rasputín, regia di Jesús Bonilla (2011)
- Le streghe son tornate (Las brujas de Zugarramurdi), regia di Álex de la Iglesia (2013)
- Llueven vacas, regia di Fran Arráez (2017)
- El refugio, regia di Macarena Astorga (2021)
- Matusalén, regia di David Galán Galindo (2023)

### Televisione

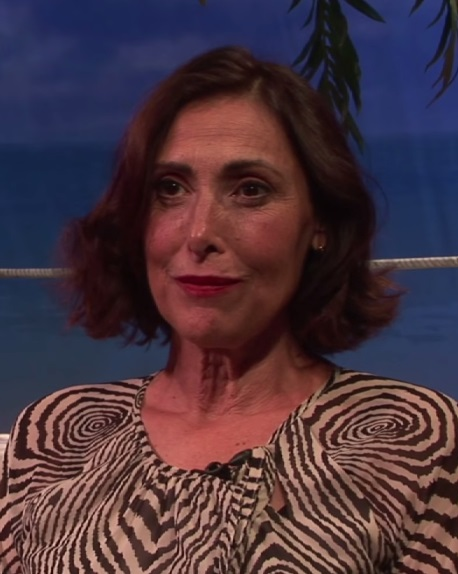
María Barranco nel 2014

- Gol... y al Mundial-82 - programma TV (1982)
- La comedia musical española - serie TV, 5 episodi (1985)
- La mujer de tu vida - serie TV, 2 episodi (1990)
- La forja de un rebelde - serie TV, 1 episodio (1990)
- Los ladrones van a la oficina - serie TV, 1 episodio (1993)
- Señor alcalde - serie TV, 18 episodi (1998)
- Ellas son así - serie TV, 22 episodi (1999)
- La sopa boba - serie TV, 11 episodi (2004)
- Los Serrano - serie TV, 1 episodio (2006)
- Ellas y el sexo débil - serie TV, 4 episodi (2006)
- Cámping - film TV (2006)
- Un difunto, seis mujeres y un taller - film TV (2007)
- Amare per sempre (Amar en tiempos revueltos) - telenovela, 2 episodi (2009)
- Hospital Central - serie TV, 2 episodi (2011)
- Per sempre (Amar es para siempre) - telenovela, 269 episodi (2017-2018)
- Piccole coincidenze (Pequeñas coincidencias) - serie TV, 5 episodi (2020)
- Servir y proteger - serie TV, 10 episodi (2020)

## Riconoscimenti
- Premio Goya
  - 1989 – Vincitrice come migliore attrice non protagonista per Donne sull'orlo di una crisi di nervi
  - 1990 – Candidatura come migliore attrice non protagonista per Le cose dell'amore
  - 1991 – Vincitrice come migliore attrice non protagonista per Le età di Lulù
  - 1992 – Candidatura come migliore attrice non protagonista per Il re stupito
  - 1994 – Candidatura come migliore attrice non protagonista per La ardilla roja

- Premi Sant Jordi
  - 2009 – Vincitrice come migliore attrice spagnola per Donne sull'orlo di una crisi di nervi

- Fotogrammi d'argento
  - 1989 – Candidatura come miglior attrice cinematografica per Donne sull'orlo di una crisi di nervi e Tu novia está loca
  - 1991 – Candidatura come miglior attrice cinematografica per Don Juan, mi querido fantasma e Le età di Lulù